# Dwars door het Hageland 2020
La Dwars door het Hageland 2020, quindicesima edizione della corsa, valevole come sedicesima prova dell'UCI ProSeries 2020 categoria 1.Pro, si svolse il 15 agosto 2020 su un percorso di 180 km, con partenza a Aarschot e arrivo a Diest, nella provincia del Brabante Fiammingo, in Belgio. La vittoria fu appannaggio del belga Jonas Rickaert, il quale completò il percorso in 4h20'20", alla media di 41,490 km/h, precedendo l'olandese Nils Eekhoff e il connazionale Gianni Vermeersch.
Sul traguardo di Diest 59 ciclisti, su 117 partiti da Aarschot, portarono a termine la competizione.

## Squadre e corridori partecipanti
| N.    | Cod. | Squadra                    |
| ----- | ---- | -------------------------- |
| 1-7   | TFS  | Trek-Segafredo             |
| 11-17 | DQT  | Deceuninck-Quick-Step      |
| 21-27 | TJV  | Team Jumbo-Visma           |
| 31-37 | SUN  | Team Sunweb                |
| 41-47 | AFC  | Alpecin-Fenix              |
| 51-57 | WVA  | Bingoal-Wallonie Bruxelles |
| 61-67 | CWG  | Circus-Wanty Gobert        |
| 71-77 | SVB  | Sport Vlaanderen-Baloise   |
| 81-87 | VCB  | B&B Hotels-Vital Concept   |

| N.      | Cod. | Squadra                      |
| ------- | ---- | ---------------------------- |
| 101-107 | RIW  | Riwal Securitas Cycling Team |
| 111-117 | ARK  | Team Arkéa-Samsic            |
| 121-126 | TDE  | Total Direct Énergie         |
| 131-137 | PSB  | Pauwels Sauzen-Bingoal       |
| 141-146 | TIS  | Tarteletto-Isorex            |
| 151-156 | TBL  | Telenet Lions                |
| 161-167 | BRT  | BEAT Cycling Club            |
| 171-177 | ABC  | À Bloc Continental Team      |

## Ordine d'arrivo (Top 10)
| Pos. | Corridore         | Squadra    | Tempo    |
| ---- | ----------------- | ---------- | -------- |
| 1    | Jonas Rickaert    | Alpecin    | 4h20'20" |
| 2    | Nils Eekhoff      | Sunweb     | a 7"     |
| 3    | Gianni Vermeersch | Alpecin    | a 16"    |
| 4    | Florian Sénéchal  | Deceuninck | s.t.     |
| 5    | Tim Merlier       | Alpecin    | s.t.     |
| 6    | Benjamin Declercq | Arkéa      | a 23"    |
| 7    | Timo Roosen       | Jumbo      | s.t.     |
| 8    | Bert-Jan Lindeman | Jumbo      | a 25"    |
| 9    | Toon Aerts        | Telenet    | a 26"    |
| 10   | Bert De Backer    | B&B Hotels | s.t.     |